# Биоетанол
Биоетанолът е заместител на традиционния бензин. Произвежда се от царевица, ечемик, захарна тръстика и др. Необходимостта от разработка на биоетанол е продиктувана както от високите цени на петрола, така и от съображението за намаляване на замърсяването при добива и преработката на петрол, така и от специална европейска директива, която има за цел да увеличи използването на биогорива в страните от общността. В документа е предвидено, че всички страни членки трябва да увеличат използването на биогорива до 5,75% от общата си консумация на горива до 2010 г. Освен това в ЕС действа и регламент с препоръчителен характер, който предвижда от 2007 г. петролните рафинерии да закупуват биоетанол и да го смесват с традиционния бензин в съотношение 2% към 98%

## Производство на биоетанол
Биоетанолът се добива от алкохолна ферментация на суровини, последвана от дестилация и дехидратация един вид етилов алкохол. Могат да се използват два вида растения – растения, съдържащи скорбяла (царевица, картофи, ръж и пшеница), както и растения, съдържащи захар (захар, цвекло и захарна тръстика). Основният материал за био етанола е захар, от която, с помощта на ензими и квасна гъба, се получава алкохол. Докато растенията, съдържащи захар ферментират директно, действителната алкохолна ферментация на растенията, съдържащи скорбяла се предхожда от ензимна реакция на растителния материал. Процесът на ферментация приключва, или когато захарта бъде използвана, или когато се постигне максимална концентрация на алкохол. Полученият етилов алкохол (биоетанол) се отделя чрез дестилация. За да може да се използва алкохолът като гориво, се извършва дехидратация. Остатъчната вода се извлича от алкохола, и се получава окончателно био етанол с чистота над 99 %. В този производствен процес, се получа важен вторичен продукт Schlempe като остатък от дестилацията. Освен това той се използва като хранителен продукт, но може да се използва и директно като субстрат в газогенераторни уредби за био горива за производство на допълнителна енергия.
Етапи на процеса за производство на биоетанол:
- Суспендиране
- Ферментация
- Дестилация
- Пречистване
- Дехидратация
- Отделяне на CO2
- Стелажна обработка